# Athous naseri
Athous naseri là một loài bọ cánh cứng trong họ Elateridae. Loài này được J. Müller miêu tả khoa học năm 1916.